# José María Avendaño Perea

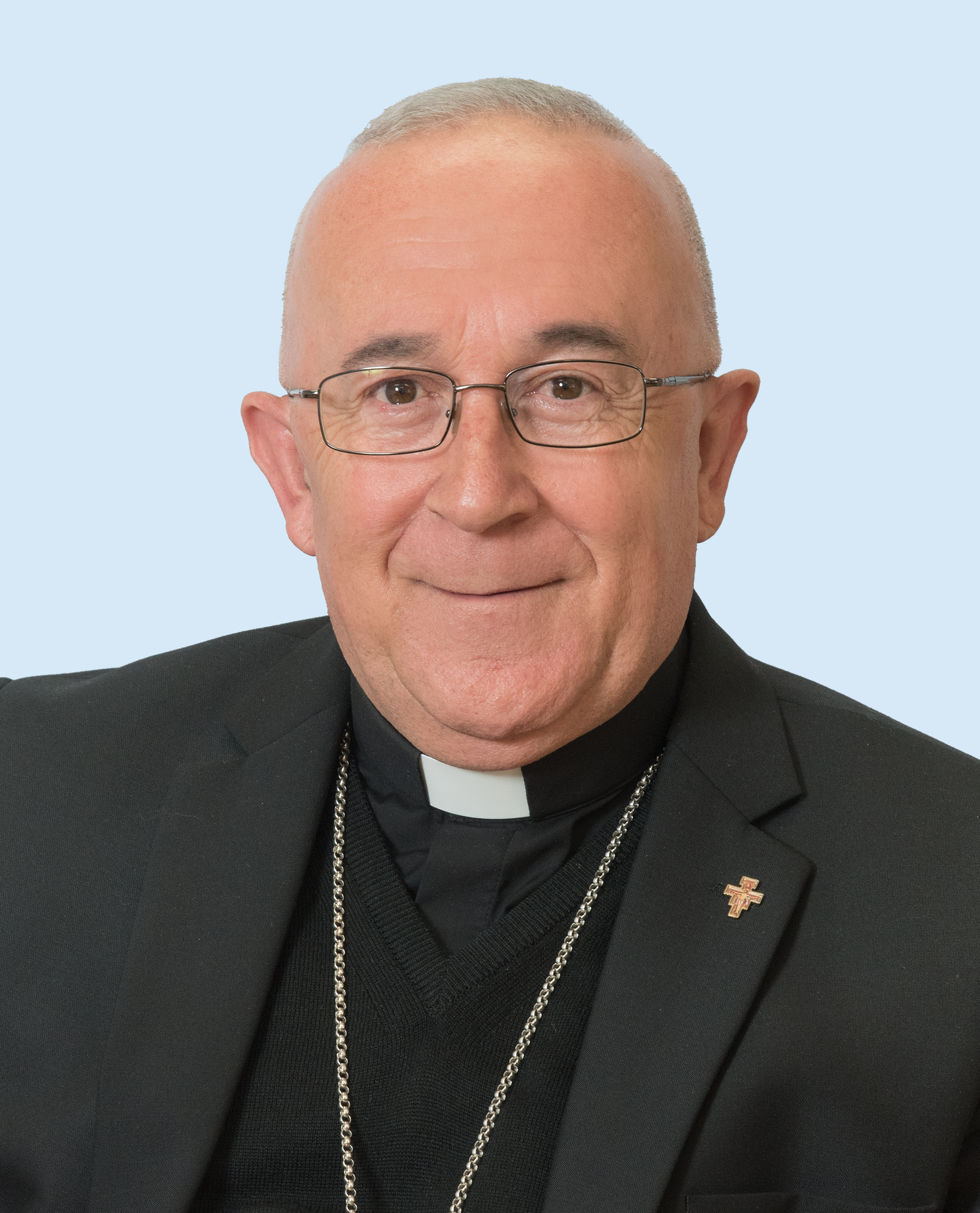
José María Avendaño Perea (2023)

Bischofswappen von José María Avendaño Perea

José María Avendaño Perea (* 25. April 1957 in Villanueva de Alcardete) ist ein spanischer römisch-katholischer Geistlicher und Weihbischof in Getafe.

## Leben
José María Avendaño Perea erlangte 1978 ein Diplom als Grundschullehrer und spezialisierte sich 1981 an der Universität Complutense Madrid im Fach Logopädie. Anschließend studierte er bis 1985 Philosophie und Katholische Theologie am Priesterseminar in Madrid und an der Päpstlichen Universität Comillas. Am 14. März 1987 empfing er das Sakrament der Priesterweihe für das Erzbistum Madrid.
Avendaño Perea war zunächst als Pfarrvikar der Pfarrei El Salvador tätig, bevor er 1989 Pfarrvikar und 1997 schließlich Pfarrer der Pfarrei San Nicasio wurde. Am 23. Juli 1991 wurde er in den Klerus des neu errichteten Bistums Getafe inkardiniert. 2004 erwarb er am Pastoralinstitut der Päpstlichen Universität Salamanca ein Lizenziat im Fach Pastoraltheologie. Ab 2005 war José María Avendaño Perea Generalvikar des Bistums Getafe sowie ab 2018 zudem Bischofsvikar für den Klerus und Mitglied des Generalrats des spanischen Caritasverbands. Daneben wirkte er von 2002 bis 2018 als Delegat für die soziale Pastoral.
Am 30. September 2022 ernannte ihn Papst Franziskus zum Titularbischof von Illiberi und zum Weihbischof in Getafe. Der Bischof von Getafe, Ginés Ramón García Beltrán, spendete ihm am 26. November desselben Jahres in der Basilika Sagrado Corazón de Jesús auf dem Cerro de los Ángeles in Getafe die Bischofsweihe; Mitkonsekratoren waren der Erzbischof von Madrid, Carlos Kardinal Osoro Sierra, und der Apostolische Nuntius in Spanien, Erzbischof Bernardito Cleopas Auza. Avendaño Perea wählte den Wahlspruch Caritas et humilitas („Nächstenliebe und Demut“).